# Ruth Brauer-Kvam

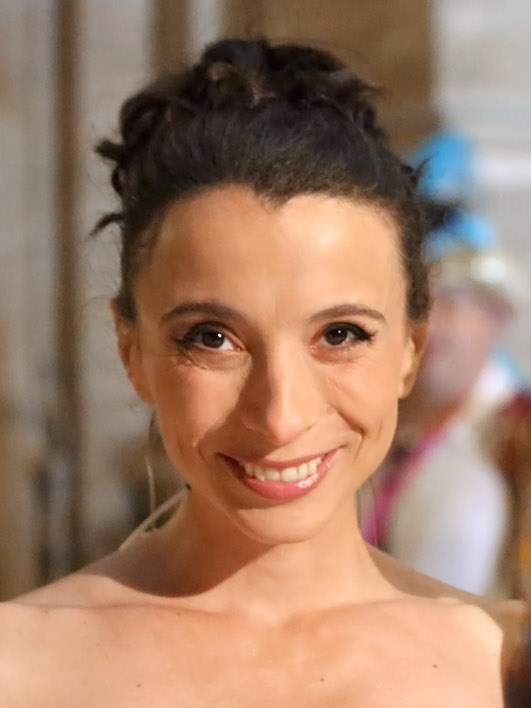
Ruth Brauer-Kvam (Life Ball 2013)

Ruth Brauer-Kvam (* 8. Februar 1972 in Wien als Ruth Brauer) ist eine österreichische Schauspielerin. Sie ist die Tochter des österreichischen Malers Arik Brauer und eine Schwester der Sängerin Timna Brauer.

## Biografie
Ruth Brauer-Kvam studierte am Tanz-Gesangstudio Theater an der Wien und schloss ihr Studium 1993 mit dem Diplom ab. In der Folgezeit spielte sie Musical-Rollen u. a. am Theater des Westens in Berlin, am Theater Bremen und am Landestheater Salzburg.
Gemeinsam mit ihrem Mann, dem Sänger, Pianisten und Schauspieler Kyrre Kvam, mit dem sie zwei Töchter hat, produzierte sie Alone Together – A Tribute to Judy Garland. Beide waren damit 2006 im stadtTheater walfischgasse zu sehen.

2008 spielte Brauer-Kvam in der Produktion Die Weberischen in der Wiener Volksoper die Rolle der Sophie Weber. 
 Derzeit (Stand 2014) ist sie Ensemblemitglied im Theater in der Josefstadt in Wien und steht dort in der Produktion Im weißen Rössl auf der Bühne. An selber Stelle ist sie auch in der österreichischen Erstaufführung von Roland Schimmelpfennigs Theaterstück Besuch bei dem Vater zu sehen.
Die Künstlerin ist auch als Malerin und Illustratorin tätig. Sie hat im Sommer 2004 gemeinsam mit der österreichischen Schauspielerin Caroline Frank ein Atelier in Wien eröffnet. Immer wieder finden Ausstellungen ihrer Werke statt. So hat sie im Sommer 2006 auf Schloss Straßburg eine Ausstellung gemeinsam mit ihrem Vater, Arik Brauer, organisiert. Bei ihrer Ausstellung im Herbst 2008 hat sie gleichzeitig ihr Buch Alles Gut präsentiert. Den Reinerlös aus dieser Ausstellung spendete sie an die Wiener Krebshilfe.
Das Hörbuch Ich träum’ von einer Kinderwelt von Caroline Vasicek-Pfeifer erschienen im Oktober 2008, arrangiert von Christian Kolonovits, wurde von ihr illustriert.
Im Februar 2024 wurde ihr Stück Luziwuzi am Rabenhof Theater uraufgeführt, in dem Tom Neuwirth die Titelrolle Ludwig Viktor von Österreich verkörperte. Im März 2024 feiert sie mit Ein bisschen trallalala, einer Hommage an Fritzi Massary und Max Pallenberg, gemeinsam mit Robert Palfrader an der Volksoper Wien Premiere.
Von Oktober 2023 bis Januar 2024, sowie von Oktober 2024 bis Januar 2025 spielt Brauer-Kvam die Rolle der Velma Kelly im Musical Chicago an der Komische Oper Berlin im Schillertheater (Berlin). Im April 2025 feierte sie als Sally im Musical Follies von Stephen Sondheim an der Wiener Volksoper neben Drew Sarich als Ben und Bettina Mönch als Phyllis Premiere.

## Theater, Musical (Auswahl)
- Into the Woods (Regie: Dominik Wilgenbus), Stadttheater Klagenfurt
- Anatevka (Regie: Dietmar Pflegerl), Theater an der Wien, Stadttheater Klagenfurt, 1997
- My fair Lady (Regie: Helmut Baumann), Theater Bremen, 2002
- Judy – Somewhere over the Rainbow (Regie: Michael Gampe), Wiener Metropol, 2002
- Amarone (Regie: Gabriel Barylli), Wiener Kammerspiele, 2007/2008
- Die Weberischen (Regie: Stephanie Mohr), Wien, Volksoper, 2008
- Im Weißen Rössl (Regie: Werner Sobotka), Wien, Theater in der Josefstadt (Kammerspiele), 2008/2009
- Besuch bei dem Vater (Regie: Stefanie Mohr), Wien, Theater in der Josefstadt, 2008/2009
- Ein Sommernachtstraum (Regie: Philippe Arlaud), Wiener Volksoper, 2009
- Ohio, wieso?, Kammerspiele, 2010
- Cabaret (Regie: Werner Sobotka), Kammerspiele, 2010
- Gut gegen Nordwind (Regie: Michael Kreihsl), Wiener Kammerspiele, 2010
- Alle sieben Wellen (Regie: Michael Kreihsl), Wiener Kammerspiele, 2010
- Eh wurscht (Regie: Franz Wittenbrink), Wien, Theater in der Josefstadt, 2010/2011
- Frühstück bei Tiffany (Regie: Michael Gampe), Wiener Kammerspiele, 2014/2015
- Chicago (Musical) (Regie: Barrie Kosky), Komische Oper Berlin, 2023/2024/2025

## TV, Film (Auswahl)
- 1996: Tatort: Kolportage
- 2002: Ein himmlisches Weihnachtsgeschenk
- 2008: Mutig in die neuen Zeiten: Alles anders
- 2012: Braunschlag (Miniserie, 2 Folgen)
- 2015: Altes Geld (Miniserie, 6 Folgen)
- 2016: Tatort: Sternschnuppe
- 2017: Tatort: Wehrlos
- 2019: Herzjagen
- 2019: Vorstadtweiber (Fernsehserie, 1 Folge)
- 2020: Letzter Wille (Miniserie, 8 Folgen)
- 2022: Sachertorte
- 2024: Kafka (Miniserie, 1 Folge)

## Auszeichnungen (Auswahl)
- 2021: Österreichischer Musiktheaterpreis in der Kategorie Beste weibliche Nebenrolle für Cabaret (Conférencier) an der Volksoper Wien[8][9]